# Корона (астрогеологија)
Корона (лат. corona, coronae) у планетарној геологији означава узвишење овалног облика на површини планете Венере и Урановог месеца Миранде, а настало издизањем истопљеног материјала испод површине. 
Короне на Венери су огромних димензија, углавном више стотина километара у пречнику, својом физиономијом подсећају на круне и њихово постојање праћено је интензивнијом вулканском активношћу. Овај облик је први пут уочен и дефинисан 1983. захваљујући радарским снимкама са сонде Венера-16, а у почетку се мислило да је реч о једном од облика метеорских кратера. 
Верује се да су короне на Венери настале услед високих притисака у мантлу који ка површини коре гурају моћне количине врелих гасова и отопљеног материјала, што доводи до деформација на кори. Потом у централном делу такве формације долази до урушавања услед отицања магме и гасова и њиховог хлађења. Тако се формира овална структура у облику круне са удубљењем у централном делу и прстенастим узвишењима по ободу (отуда погрешна конекција са кратерима).
Највећи овакав облик рељефа на Венери је Артемидина корона са пречником од око 2.100 км.
Короне на Миранди су знатно мањих димензија у поређењу са онима на Венери, али су доста масивне када се пореде са величином месеца. Верује се да настају на сличан начин као и на Венери, с тим што у случају Миранде долази до издизања леда из мантла ка површини и његовог загревања услед силе трења.